# Gliose
Gliose é uma mudança reativa inespecífica de células da glia em resposta a danos no sistema nervoso central (SNC).  Na maioria dos casos, a gliose envolve a proliferação ou hipertrofia de vários tipos diferentes de células gliais, incluindo astrócitos, micróglia e oligodendrócitos.  Em sua forma mais extrema, a proliferação associada à gliose leva à formação de uma cicatriz glial.
O processo de gliose envolve uma série de eventos celulares e moleculares que ocorrem ao longo de vários dias.  Normalmente, a primeira resposta à lesão é a migração de macrófagos e micróglia local para o local da lesão. Esse processo, que constitui uma forma de gliose conhecida como microgliose, inicia-se horas após a lesão inicial do SNC.  Posteriormente, após 3-5 dias, células progenitoras de oligodendrócitos também são recrutados para o sítio e podem contribuir para a remielinização.  O componente final da gliose é a astrogliose, a proliferação de astrócitos circundantes, que são os principais constituintes da cicatriz glial.
Historicamente, a gliose recebeu uma conotação negativa devido ao seu aparecimento em muitas doenças do SNC e à inibição da regeneração axonal causada pela formação de cicatriz glial. No entanto, a gliose demonstrou ter efeitos benéficos e prejudiciais, e o equilíbrio entre eles se deve a uma complexa gama de fatores e mecanismos de sinalização molecular, que afetam a reação de todos os tipos de células gliais.

## Astrogliose

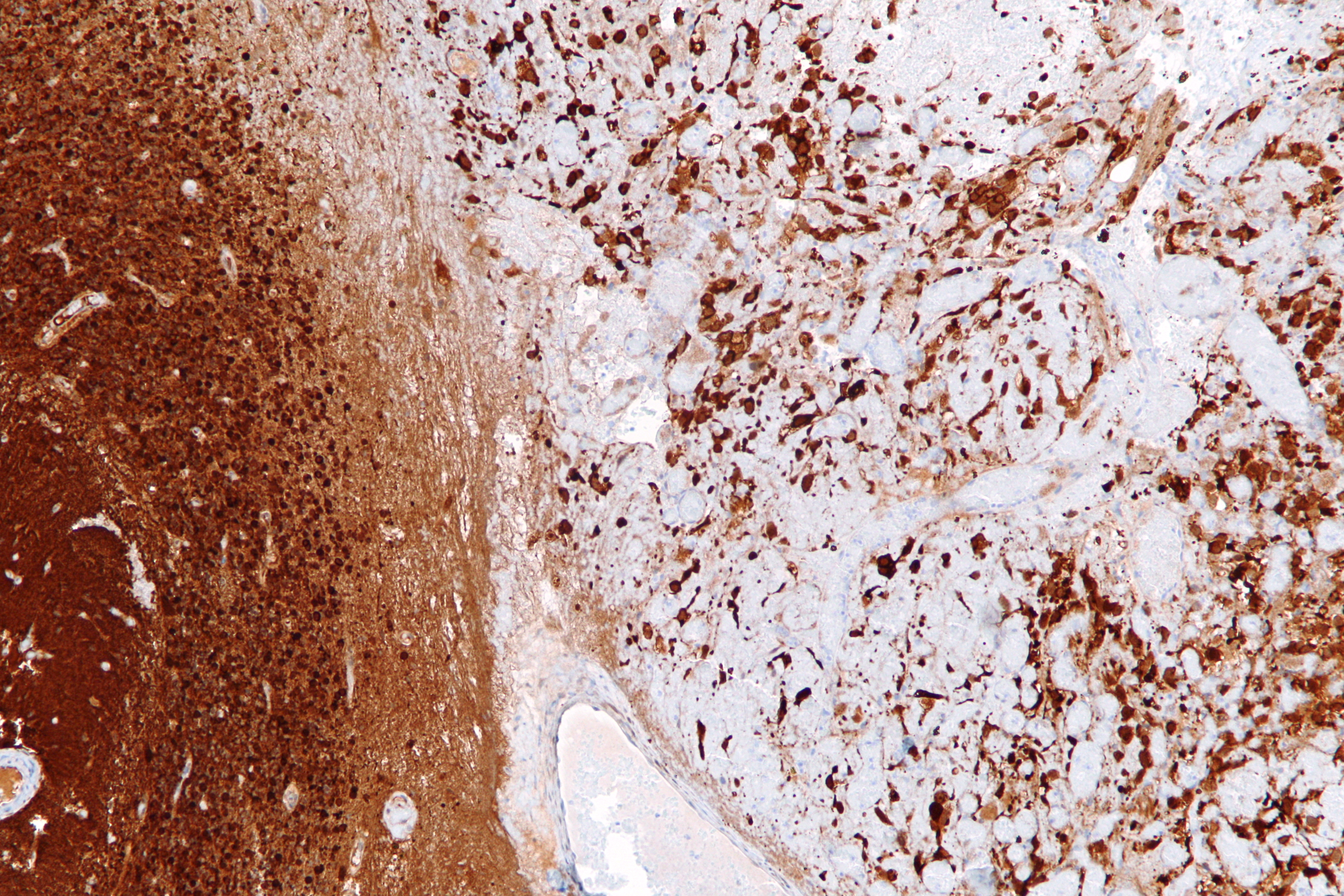
Micrografia mostrando gliose no cerebelo. Astrócitos reativos à esquerda exibem proliferação e sobreposição de domínio graves.

A astrogliose reativa é a forma mais comum de gliose e envolve a proliferação de astrócitos, um tipo de célula glial responsável por manter as concentrações extracelulares de íons e neurotransmissores, modulando a função da sinapse e formando a barreira hematoencefálica.  Como outras formas de gliose, a astrogliose acompanha lesão cerebral traumática, bem como muitas neuropatologias, variando de esclerose lateral amiotrófica a insônia familiar fatal.  Embora os mecanismos que levam à astrogliose não sejam totalmente compreendidos, a lesão neuronal é bem conhecida por causar a proliferação de astrócitos, e a astrogliose tem sido usada há muito tempo como um índice de dano neuronal.  Tradicionalmente, a astrogliose tem sido definida como um aumento dos filamentos intermediários e hipertrofia celular, bem como um aumento da proliferação de astrócitos. Embora essa hipertrofia e a proliferação em sua forma extrema estejam mais intimamente associadas à formação de uma cicatriz glial, a astrogliose não é um processo de tudo ou nada no qual uma cicatriz glial se forma.  Na verdade, é um espectro de alterações que ocorrem com base no tipo e gravidade da lesão ou doença do sistema nervoso central (SNC) que desencadeou o evento.  Alterações na função ou morfologia dos astrócitos que ocorrem durante a astrogliose podem variar de hipertrofia menor a hipertrofia maior, sobreposição de domínios e, finalmente, formação de cicatriz glial.  A gravidade da astrogliose é classicamente determinada pelo nível de expressão de proteína ácida fibrilar glial (GFAP) e vimentina, ambas regulação positiva com proliferação de astrócitos ativos.

### Modulação da astrogliose
As alterações na astrogliose são reguladas de maneira dependente do contexto, e os eventos de sinalização que determinam essas alterações podem modificar sua natureza e gravidade.  As alterações na astrogliose são reguladas de maneira dependente do contexto, e os eventos de sinalização que determinam essas alterações podem modificar sua natureza e gravidade. São essas alterações na astrogliose que permitem que o processo seja complexo e multifacetado, envolvendo ganho ou perda de função, bem como efeitos benéficos e prejudiciais.  Astrócitos reativos são afetados por sinais moleculares liberados de uma variedade de tipos de células do SNC, incluindo neurônios, micróglia, células progenitoras de oligodendrócitos, leucócitos, endotélios e até mesmo outros astrócitos.  Algumas das muitas moléculas sinalizadoras usadas nessas vias incluem os citocinas interleucina-6 (IL-6), fator neurotrófico ciliar (CNTF) e fator inibidor de leucemia (LIF).  Embora muitas dessas relações modulatórias específicas ainda não sejam totalmente compreendidas, sabe-se que diferentes mecanismos específicos de sinalização resultam em diferentes alterações morfológicas e funcionais dos astrócitos, permitindo que a astrogliose assuma um espectro graduado de gravidade.

### Efeitos da astrogliose
Embora a astrogliose tenha sido tradicionalmente vista como uma resposta negativa inibitória à regeneração axonal, o processo é altamente conservado, sugerindo que tem benefícios importantes além de seus efeitos prejudiciais.  Geralmente, os efeitos da astrogliose variam com o contexto do insulto inicial ao SNC e também com o tempo após a lesão. Alguns dos efeitos mais importantes da astrogliose estão listados abaixo.

#### Efeitos benéficos
- Efeitos neuroprotetivos – Astrócitos reativos liberam fatores neurotróficos, tais como fator neurotrófico derivado de células gliais (GDNF), o qual protege contra a morte celular programada
- Manutenção do meio extracelular – Os astrócitos são responsáveis pela captação de glutamato, o qual restringe excitotoxicidade a neurônios e outros tipos de células, bem como a eliminação de radicais livres[6][8]
- Liberação de moléculas anti-inflamatórias
- Restauração da função da barreira hematoencefálica
- Isolamento do local da lesão e contenção da infecção do tecido saudável[4]

#### Efeitos prejudiciais
- Restrição da regeneração axônica – Nos casos de formação de cicatriz glial, astrócitos reativos envolvem o local da lesão e depositam uma matriz extracelular inibitória composta por proteoglicanos de sulfato de condroitina.  A estrutura densa dessas proteínas é uma barreira física e quimicamente inibitória para a regeneração axônica e o restabelecimento das conexões axônicas.[6][4]
- Secreção de substâncias neurotóxicas – Estes podem incluir citocinas pró-inflamatórias e citotóxicas. Exemplos dessas moléculas incluem radicais de óxido nítrico e TNF-α.[6]
- Liberação de glutamato excitotóxico[4]
- Dificuldade na recuperação funcional e piora de sinais clínicos[6][4]

## Microgliose
A micróglia, outro tipo de célula glial, age como células semelhantes a macrófagos no SNC quando ativada. Ao contrário de outros tipos de células gliais, a micróglia é extremamente sensível até mesmo a pequenas mudanças no ambiente celular, permitindo uma resposta rápida a sinais inflamatórios e destruição imediata de agentes infecciosos antes que o tecido neural sensível possa ser danificado.  Devido ao seu rápido tempo de resposta, a microgliose, ou a ativação da microglia, é comumente o primeiro estágio observado da gliose.
A microgliose após um trauma do SNC envolve mais comumente o desenvolvimento de uma morfologia celular alterada, especificamente o alargamento dos prolongamentos celulares.  A superfície imunológica microglial receptor CR3 também é regulado positivamente dentro de 24 horas após a lesão inicial.  Na primeira semana após a lesão, a micróglia começa a proliferar de forma anormal e, ao fazê-lo, exibe vários mudanças imunofenotípica, particularmente uma expressão aumentada de antígenos MHC.  A população de micróglia ativada no local de uma lesão do SNC inclui não apenas micróglia endógena do SNC, mas também células perivasculares exógenas originários da medula óssea que migram para a área e se transformam em micróglia para complementar a resposta da microgliose.
Enquanto em seu estado ativado, a microglia pode servir a uma variedade de funções benéficas. Por exemplo, micróglia ativa são os efetores primários de imunidade inata e cumprir este papel por fagocitando as proteínas de neurônios mortos, apresentando antígenos em sua superfície, e produzindo uma variedade de citocinas pró-inflamatórias e moléculas tóxicas que comprometem a sobrevivência de neurônios circundantes que podem ser danificados ou infectados de forma semelhante.  A microglia ativa também realiza atividade homeostática crítica, incluindo a limpeza de detritos celulares por meio da fagocitose, uma função essencial para a sobrevivência dos neurônios.  Além disso, a micróglia ativa libera fatores anti-inflamatórios e outras moléculas, como IL-6 e TGF-β, que regulam a neurogênese após a lesão.  No entanto, a superativação da microglia também pode ser prejudicial ao produzir várias substâncias neurotóxicas, incluindo fatores pró-inflamatórios, como TNF-α, prostaglandina E2 e interferon-γ, e fatores de stress oxidativo, incluindo óxido nítrico e peróxido de hidrogênio.  Notavelmente, ao contrário da astrogliose, a microgliose é um evento temporário e autolimitado, que geralmente dura apenas um mês após a lesão, mesmo em casos de danos extremos.

### Modulação neural da microgliose
Ativação microglial tem demonstrado ser um processo reativo no qual a microglia responde a sinais emitidos por neurônios danificados. Como várias características da microgliose ocorrem em diferentes intervalos de tempo após o insulto desencadeador inicial, a microgliose deve depender de mecanismos que flutuam temporalmente com base em sinais neuronais danificados.  Estudos demonstraram que em casos de lesão neuronal reversível, como axotomia, os sinais dos neurônios fazem com que a microglia produza fatores tróficos, que promovem a sobrevivência dos neurônios. Em casos de lesão irreversível, entretanto, a microglia é induzida a liberar fatores neurotóxicos que promovem aumento da degeneração do neurônio e fagocitose mais rápida pela microglia.  Tal especificidade do processo de microgliose indica que ele serve principalmente a um propósito benéfico, conservando seletivamente alguns tecidos neurais enquanto elimina outros, com base na lesão inicial específica do SNC.

### Regulação microglial da astrogliose
Embora os gatilhos moleculares da gliose, incluindo astrogliose e microgliose, não sejam totalmente compreendidos, estudos in vitro indicaram que a microglia ativada tem um papel importante no início e modulação da astrogliose.  Uma evidência crítica que apóia essa relação é a correlação temporal amplamente documentada entre o início dos dois processos. Ao contrário da resposta microglial, que ocorre rapidamente, o início da astrogliose costuma ser retardado. Uma causa provável dessa relação são as citocinas e quimiocinas pró-inflamatórias liberadas em níveis elevados pela microglia após a ativação.  Esses incluem proteína inflamatória de macrófago-1 (MIP), fator estimulador de colônia de macrófagos (M-CSF), as interleucinas IL-1, IL-6 e IL-8 e TNF-α.  Receptores para essas moléculas foram identificados nos astrócitos, e as moléculas, quando introduzidas exogenamente, demonstraram induzir, aumentar ou acompanhar a astrogliose. Os próprios astrócitos também produzem citocinas, que podem ser usadas para auto-regulação ou para a regulação da micróglia, que contém receptores de citocinas semelhantes.  Este fenômeno cria um ciclo de retroalimentação, permitindo que tanto a microglia quanto os astrócitos se regulem mutuamente. Além disso, evidências sugerem que a regulação microglial da astrogliose também pode incluir efeitos inibitórios. Níveis reduzidos de microgliose têm sido associados a números reduzidos de astrócitos, o que também sugere que a microglia é importante reguladora do grau de ativação dos astrócitos.

## Resposta de oligodendrócitos
Oligodendrócitos são outro tipo de célula glial que gera e mantém a formação de mielina ao redor dos axônios de grandes neurônios no SNC, permitindo a rápida transmissão de sinais neurais.  Ao contrário dos astrócitos e da microglia, os oligodendrócitos sofrem uma reação muito mais limitada à lesão.  Em vez disso, em casos de trauma do SNC, eles são mais semelhantes aos neurônios em sua suscetibilidade a danos sustentados.  A degeneração dos axônios como resultado de trauma ou patologia invariavelmente resulta na degeneração da bainha de mielina.  Dependendo do mecanismo de lesão, vários padrões diferentes de lesão e reação de oligodendrócitos podem ser observados.  Em todos os casos, no entanto, alguns oligodendrócitos são perdidos, por necrose ou apoptose, enquanto outros sobrevivem e podem fazer parte da cicatriz glial junto com restos de mielina.  As células precursoras de oligodendrócitos também são afetadas pelo insulto do SNC e são recrutadas para áreas desmielinizadas dentro de uma semana após a lesão traumática.  Algumas dessas células podem produzir nova mielina quando expostas a sinais de micróglia e astrócitos ativados.

## Gatilhos da gliose
Em geral, após qualquer insulto ao SNC, a gliose começa depois que a barreira hematoencefálica é rompida, permitindo que moléculas não pertencentes ao SNC, como sangue e soro, entrem no cérebro.  Sabe-se que esses componentes, juntamente com macrófagos ativados que eles carregam, têm um papel no início da formação da cicatriz glial, induzindo a desconexão de axônios, também chamada de axotomia secundária, e a regulação positiva de componentes fibrosos da matriz extracelular que eventualmente formar o tecido cicatricial.  Os gatilhos moleculares específicos responsáveis por essa ação, no entanto, permanecem desconhecidos.  Um gatilho potencial é transformar o fator de crescimento β (TGF-β).  TGF-β2, cuja expressão aumenta gradualmente à medida que ocorre a gliose, demonstrou aumentar a produção de proteoglicanos formadores de cicatrizes pelos astrócitos. Redução experimental de ambos TGF-β2 e TGF-β1, que é expresso imediatamente após a lesão, resultou em cicatrizes gliais reduzidas.  As interleucinas são outro potencial desencadeador molecular da gliose.  Essas moléculas, principalmente IL-1, inicia uma resposta inflamatória em várias células, incluindo astrócitos, que contribui para a reação de gliose.  Finalmente, as interações entre as citocinas inflamatórias interferon-γ (IFN-γ) e fator de crescimento de fibroblastos 2 (FGF2) também podem ser responsáveis pela indução de gliose.  Em cultura, ambas as moléculas atuam como mitógenos, estimulando a proliferação de astrócitos.  Além disso, adição de IFN-γ aos locais de lesão cerebral resultou em um aumento na cicatrização glial.

## Em lesões e doenças do SNC
A gliose é a resposta universal do SNC à lesão tecidual e ocorre como resultado de muitas condições agudas, como trauma, isquemia e derrame. Além disso, a gliose está presente em uma ampla variedade de patologias do SNC, incluindo doença de Alzheimer, síndrome de Korsakoff, atrofia de múltiplos sistemas, doença do príon, esclerose múltipla, complexo de demência da AIDS, vasculite, doença de Parkinson, esclerose lateral amiotrófica e doença de Huntington.  Em todos os casos, a gliose envolve algum grau de hipertrofia ou proliferação de células gliais, mas a extensão e a natureza da resposta da gliose variam amplamente com base no insulto desencadeador.  A gliose, em qualquer forma, acarreta uma alteração na atividade celular que tem o potencial de criar efeitos generalizados nos neurônios, bem como em outras células não neurais, causando perda de funções normais ou ganho de funções prejudiciais.  Sob essa ótica, a gliose pode ser vista não apenas como uma característica de muitas neuropatologias, mas também como um potencial contribuinte ou mesmo a causa de muitos mecanismos de doenças do SNC.  Um grupo seleto de condições do SNC associadas à gliose é descrito abaixo.

### Trauma do SNC
Trauma agudo no cérebro ou medula espinhal resulta em gliose, mais frequentemente em sua forma grave com o desenvolvimento de uma cicatriz glial.  Diferentes locais ao redor do local da lesão podem exibir diferentes graus de gliose; por exemplo, uma cicatriz glial no local do tecido danificado pode ser circundada por áreas com proliferação ou hipertrofia de astrócitos menos severa.  A lesão traumática difusa pode resultar em gliose difusa ou mais moderada sem formação de cicatriz.  Nesses casos, a gliose também pode ser reversível.  Em todos os casos de gliose resultante de trauma do SNC, o resultado clínico a longo prazo é altamente dependente do grau de astrogliose e formação de cicatriz.

### Esclerose múltipla e distúrbios inflamatórios autoimunes
A gliose é uma característica proeminente de muitos distúrbios inflamatórios autoimunes, principalmente a esclerose múltipla, na qual placas desmielinizadas são cercadas por astrócitos reativos.  Esses astrócitos geralmente exibem hipertrofia extrema e múltiplos núcleos distintos, e sua produção de moléculas pró-inflamatórias tem sido implicada em vários distúrbios inflamatórios.  As citocinas produzidas por astrócitos ativos e micróglia em condições inflamatórias podem contribuir para danos à mielina e alterar a permeabilidade da barreira hematoencefálica, permitindo a migração de linfócitos para o SNC e aumentando o ataque autoimune.

### Gliose retiniana
Nos vertebrados, a retina contém células de Müller, um tipo de glia não encontrado em outras partes do SNC. Após a lesão da retina, ocorre gliose dessas células, funcionando para reparar o dano, mas muitas vezes tendo consequências prejudiciais no processo, agravando algumas das doenças ou problemas que inicialmente o desencadeiam.  A gliose reativa na retina pode ter efeitos prejudiciais na visão; em particular, a produção de proteases por astrócitos causa morte generalizada de células ganglionares da retina.  Um estudo de 2011 comparou os efeitos de duas toxinas gliais, AAA e neurostatina, na gliose retiniana em camundongos.  O AAA não inibiu a produção de protease pelos astrócitos e, portanto, não impediu a apoptose das células ganglionares.  No entanto, a neurostatina inibiu com sucesso a ativação dos astrócitos, diminuindo significativamente a morte das células ganglionares da retina.  A neurostatina também é eficaz na inibição de outras células gliais e pode ser uma área de interesse no tratamento de doenças degenerativas, como o glaucoma.
Gliose retiniana maciça ou gliose maciça da retina (abreviada na literatura em língua inglesa como MRG, de massive retinal gliosis) é um fenômeno no qual a retina é completamente substituída pela proliferação de células gliais, causando deterioração da visão e até cegueira em alguns casos.  Às vezes confundido com um tumor intraocular, o MRG pode surgir de uma doença neurodegenerativa, defeito congênito ou trauma no globo ocular, às vezes aparecendo anos após tal incidente.

### Doença de Alzheimer
A gliose é conhecida há muito tempo como uma característica da Doença de Alzheimer (DA), embora seu papel exato na doença permaneça desconhecido. A gliose e a cicatrização glial ocorrem em áreas ao redor das placas amilóides que são características da doença, e os tecidos pós-morte indicaram uma correlação entre o grau de astrogliose e o declínio cognitivo.  A exposição de astrócitos reativos ao peptídeo β-amilóide (Αβ), o principal componente das placas amilóides, também pode induzir disfunção astroglial e neurotoxicidade. Além disso, a capacidade dos astrócitos reativos de degradar os depósitos Αβ extracelulares pode sugerir que a astrogliose pode afetar a progressão ou a gravidade da DA.

### Esclerose lateral amiotrófica
Esclerose lateral amiotrófica (ELA) é uma doença debilitante que envolve a degeneração de neurônios motores no SNC. Astrócitos reativos têm sido implicados nesta condição através da perda de sua capacidade neuroprotetora ou através do ganho de efeitos neurotóxicos. Os estágios tardios da ELA também são caracterizados por astrogliose significativa e proliferação de astrócitos em torno de áreas de degeneração.

## Potenciais alvos terapêuticos na gliose
As implicações da gliose em várias neuropatologias e condições de lesão levaram à investigação de várias rotas terapêuticas que regulariam aspectos específicos da gliose, a fim de melhorar os resultados clínicos tanto para trauma do SNC quanto para uma ampla gama de distúrbios neurológicos. Como a gliose é um processo dinâmico que envolve um espectro de alterações dependendo do tipo e gravidade da lesão inicial, até o momento, nenhum alvo molecular único foi identificado que possa melhorar a cicatrização em todos os contextos de lesão. Em vez disso, estratégias terapêuticas para minimizar a contribuição da astrogliose para patologias do SNC devem ser projetadas para atingir vias e respostas moleculares específicas.  Um mecanismo terapêutico promissor é o uso de antibióticos β-lactâmicos para aumentar a captação de glutamato pelos astrócitos, a fim de reduzir a excitotoxicidade e fornecer neuroproteção em modelos de acidente vascular cerebral e ELA.  Outros alvos propostos relacionados à astrogliose incluem a manipulação dos canais AQP4, diminuindo a ação do NF-kB ou regulando a via STAT3 para reduzir os efeitos inflamatórios dos astrócitos reativos.  A astrogliose também pode ser atenuada pela inibição da resposta da microgliose. Um notável inibidor da ativação microglial é a minociclina, que é um conhecido supressor da astrogliose.  O inibidor do ciclo celular olomoucina também demonstrou suprimir a proliferação microglial e astroglial, bem como a formação de cicatriz glial.  Direções futuras para identificar novas estratégias terapêuticas devem levar em consideração o complexo conjunto de fatores e mecanismos de sinalização que conduzem à resposta da gliose, particularmente em diferentes estágios após o dano e em diferentes condições de lesão.